# 成龍英皇影業
成龙英皇影业有限公司（Jackie Chan Emperor Movies Limited，簡稱JCE），香港电影制作及发行公司，始建于2003年8月，总部设立在湾仔，隶属于英皇集团，由演员成龙和英皇集团总裁杨受成共同建立。该公司成立以来，主要是制作和销售成龙电影为主，迄今已发布了《新警察故事》（2004年）、《神话》（2005年）等。它还接受发布其他香港电影。

## 作品
- 《大佬愛美麗》（2004年）
- 《新警察故事》（2004年）
- 《精武家庭》（2005年）
- 《神话》（2005年）
- 《海南雞飯》（2005年）
- 《长恨歌》（2005年）
- 《宝贝计划》（2006年）
- 《一个好爸爸》（2008年）
- 《新宿事件》（2009年）[來源請求]
- 《大兵小将》（2010年）[1][2]
- 《辛亥革命》（2011年）
- 《十二生肖》（2012年）